# William Jardine, 7. Baronet

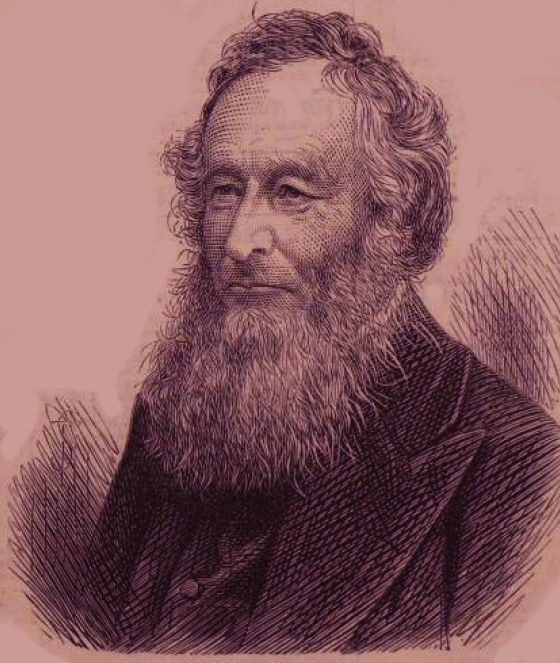
William Jardine ca. 1870

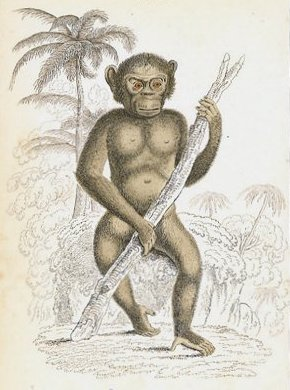
Zeichnung von William Jardine, 1833

Sir William Jardine, 7. Baronet (* 23. Februar 1800 in Edinburgh, Schottland; † 21. November 1874 in Sandown, Isle of Wight) war ein schottischer Ornithologe und Herausgeber zoologischer Werke.
1821 erbte er von seinem Vater den Adelstitel Baronet, of Applegirth in the County of Dumfries, der 1672 in der Baronetage of Nova Scotia seinem Ur-ur-urgroßvater verliehen worden war. Er war zweimal verheiratet und hatte aus erster Ehe sieben Kinder.
Jardine gab die in seiner Zeit bei allen Schichten der victorianischen Gesellschaft populäre vierzigbändige Naturgeschichte The Naturalist's Library heraus. Die 40 Bände beschreiben hauptsächlich die vier Gebiete: Ornithologie (14 Bände), Säugetiere (13 Bände), Entomologie (7 Bände) und Ichthyologie (6 Bände). Jedes Fachgebiet wurde von einem der führenden Spezialisten betreut. James Duncan, ein bekannter schottischer Entomologe, schrieb die Bände über die Insekten. Unter den Künstlern, die die Bände illustrierten, war Edward Lear. Das Titelbild zeigt das Porträt des französischen Insektenkundlers Pierre André Latreille. Das gesamte Werk wurde in Edinburgh von William Home Lizars verlegt. 
Darüber hinaus betreute Jardine eine Ausgabe der Natural History of Selborne von Gilbert White, die das Werk dieses Naturforschers wieder bekannt machte. Jardine gab auch das Buch Illustrations of Ornithology (1825–1843) und eine preiswerte Ausgabe von Birds of America des amerikanischen Ornithologen Alexander Wilson heraus.
Jardine war Erstbeschreiber zahlreicher Vogelarten, allein oder gemeinsam mit seinem Freund Prideaux John Selby. Sein zoologisches Autorenkürzel ist Jardine. 
Seit Dezember 1825 war er Mitglied der Royal Society of Edinburgh. 1845 wurde er zum Mitglied der American Philosophical Society gewählt.